# Myleinae
Myleinae es una de las 3 subfamilias de peces Characiformes de agua dulce en las que está dividida la familia de los serrasálmidos. Las especies que integran sus 6 géneros se distribuyen en aguas subtropicales y tropicales del centro y norte de Sudamérica y son denominadas comúnmente palometas, ganchos, pacos, pacupebas, etc.

## Taxonomía
Descripción original
Este taxón fue descrito originalmente en el año 1903  por el ictiólogo estadounidense —nacido en Alemania— Carl Henry Eigenmann. Su género tipo es Myleus, el que había sido descrito en el año 1844 por los zoólogos alemanes Johannes Peter Müller y Franz Hermann Troschel.
Etimología
Etimológicamente, el término “Myleinae” se construye con palabras del idioma griego, en donde: mylos, -ou es el nombre del pez ‘salmonete gris’ y ploos, es la palabra con que se conoce al ‘movimiento de una serpiente’.

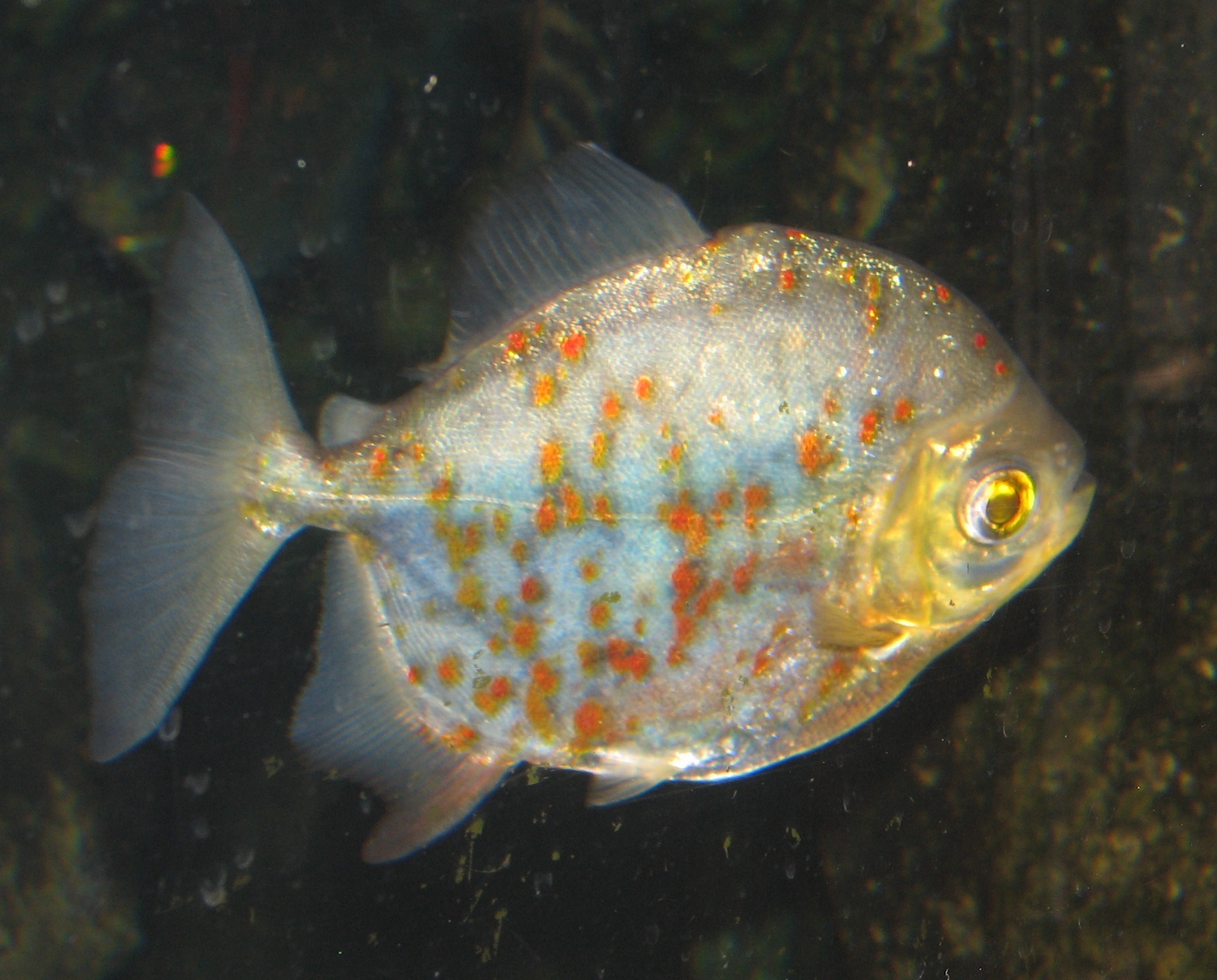
Gancho manchado (Myloplus rubripinnis).

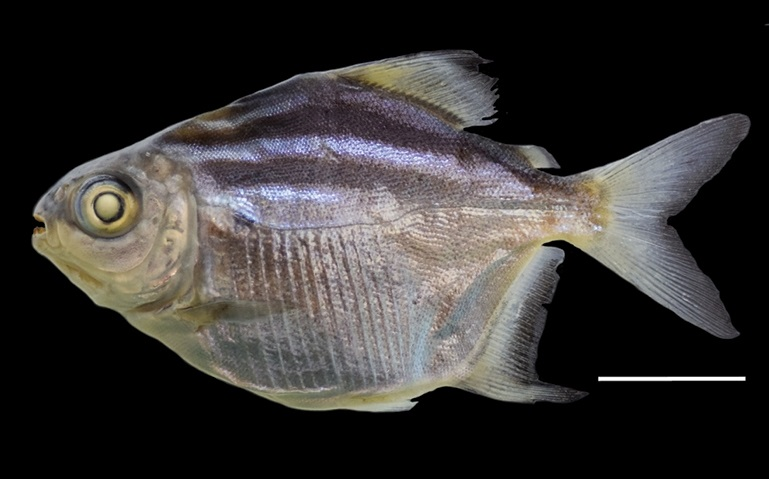
Acnodon oligacanthus.

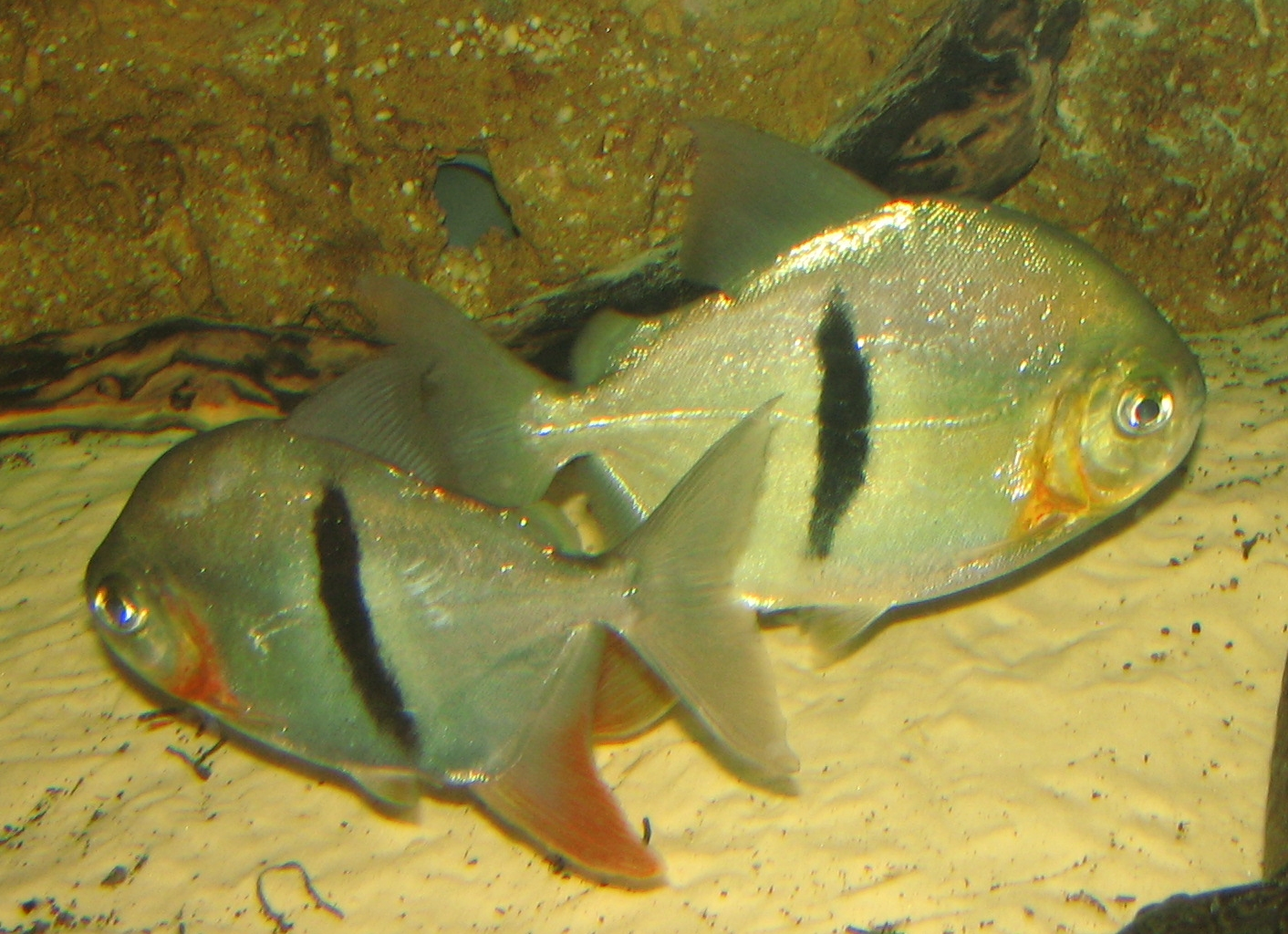
Myloplus schomburgkii.

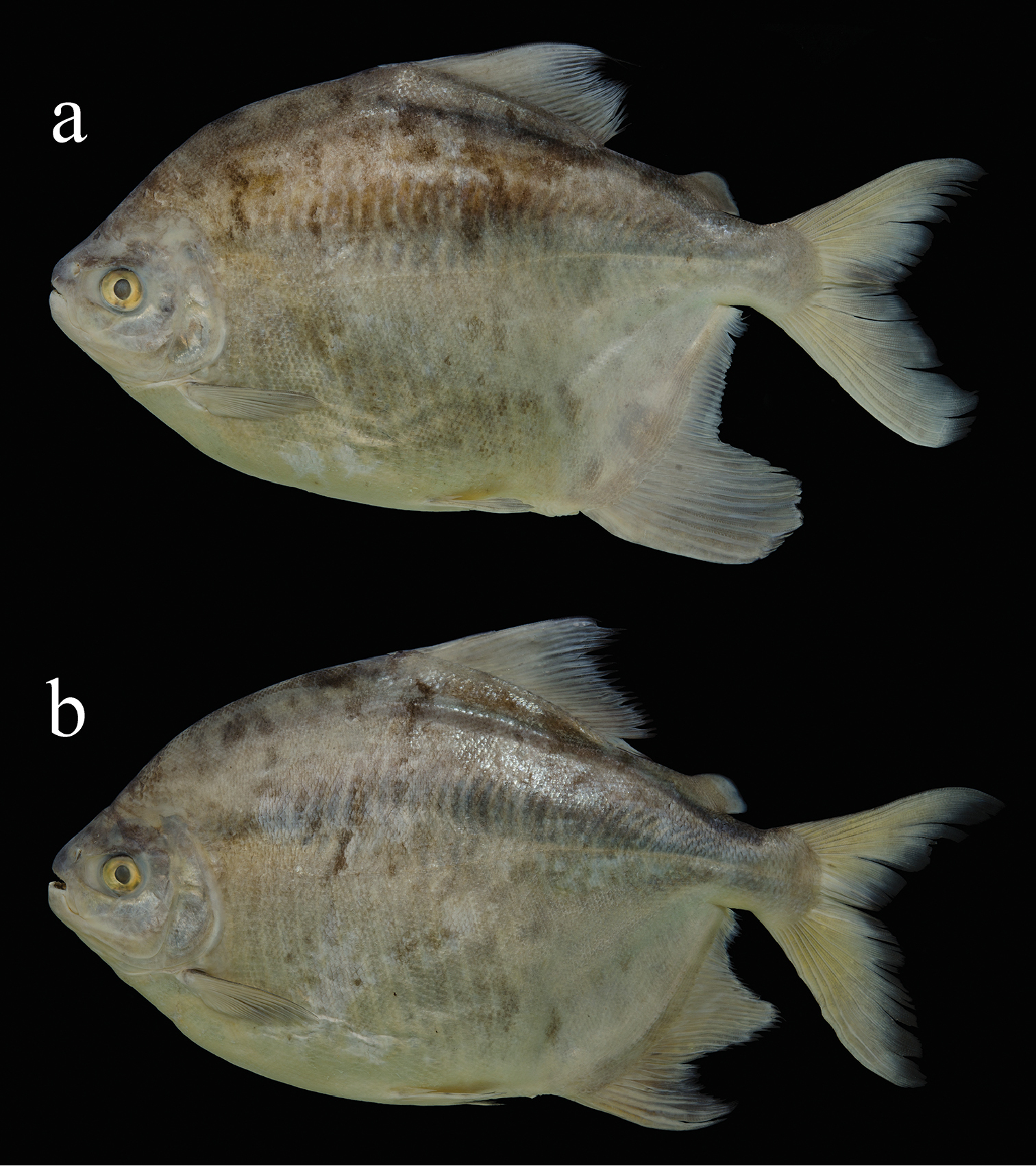
Myloplus zorroi.

## Subdivisión
Esta subfamilia está integrada por 6 géneros:
- Acnodon Eigenmann, 1903
- Mylesinus Valenciennes, 1850
- Myleus Müller & Troschel, 1844
- Myloplus Gill, 1896 (incluye a Utiaritichthys Miranda Ribeiro, 1937)
- Ossubtus Jégu, 1992
- Tometes Valenciennes, 1850

## Características y hábitos
Los miléinos presentan características morfológicas similares en su apariencia externa, con un cuerpo alto, comprimido lateralmente, mayormente en forma de disco. Viven en las partes potámicas de ríos y arroyos. La dieta varía según las distintas especies, siendo mayormente omnívora.

## Relación con el hombre
Muchos integrantes de esta subfamilia son comercializados para ser mantenidos como peces ornamentales en acuarios hogareños de tamaño medio.